# Instal·lacions Esportives de Tajonar
Les instal·lacions esportives de Tajonar són el complex esportiu on el CA Osasuna desenvolupa la seva activitat esportiva. Localitzat als afores del sud de Pamplona, a Tajonar (Aranguren), el centre va ser obert al juliol 1982 pel llavors president del club Fermín Ezcurra. L'equip femení i els equips juvenils del club també juguen a Tajonar.

## Història
La temporada 1980-81 amb Fermín Ezcurra com a president, el club va adquirir 80 000 metres quadrats de terreny a Tajonar amb el finançament de Caja Ahorros. Posteriorment es va fer la construcció i l'edificació del complex esportiu, obres que van durar un any. Durant el pas dels anys el complex de Tajonar ha estat reformat en nombroses ocasions. Amb Javier Garro com a president es va construir un camp artificial i després amb Juan Luis Irigaray es va elaborar el gimnàs. L'any 2000 es va invertir en la construcció dels camps Enrique Martín, Pablo Orbaiz i Javier López Vallejo. A més es van aixecar dues torres d'il·luminació en un dels camps de gespa natural, on normalment s'entrena el primer equip i juga els seus partits oficials l'Osasuna Promeses. La temporada 2002-03 es va modificar el gimnàs. Un dels camps de terra es va transformar a gespa natural, es van canviar les banquetes dels dos camps d'herba i la temporada 2004-05 es van asfaltar tots els accessos a les instal·lacions.

## Instal·lacions
- 2 camps de gespa natural.
- 5 camps de gespa artificial.
- 1 camp d'entrenament de porters
- Piscina i parc d'aigua.
- Centre de servei amb gimnàs.

## Jugadors destacats formats a Tajonar
- Javi Martinez
- Cèsar Azpilicueta
- Raúl García
- Nacho Monreal
- Àlex Berenguer
- Mikel Merino